# Boltzmanngasse

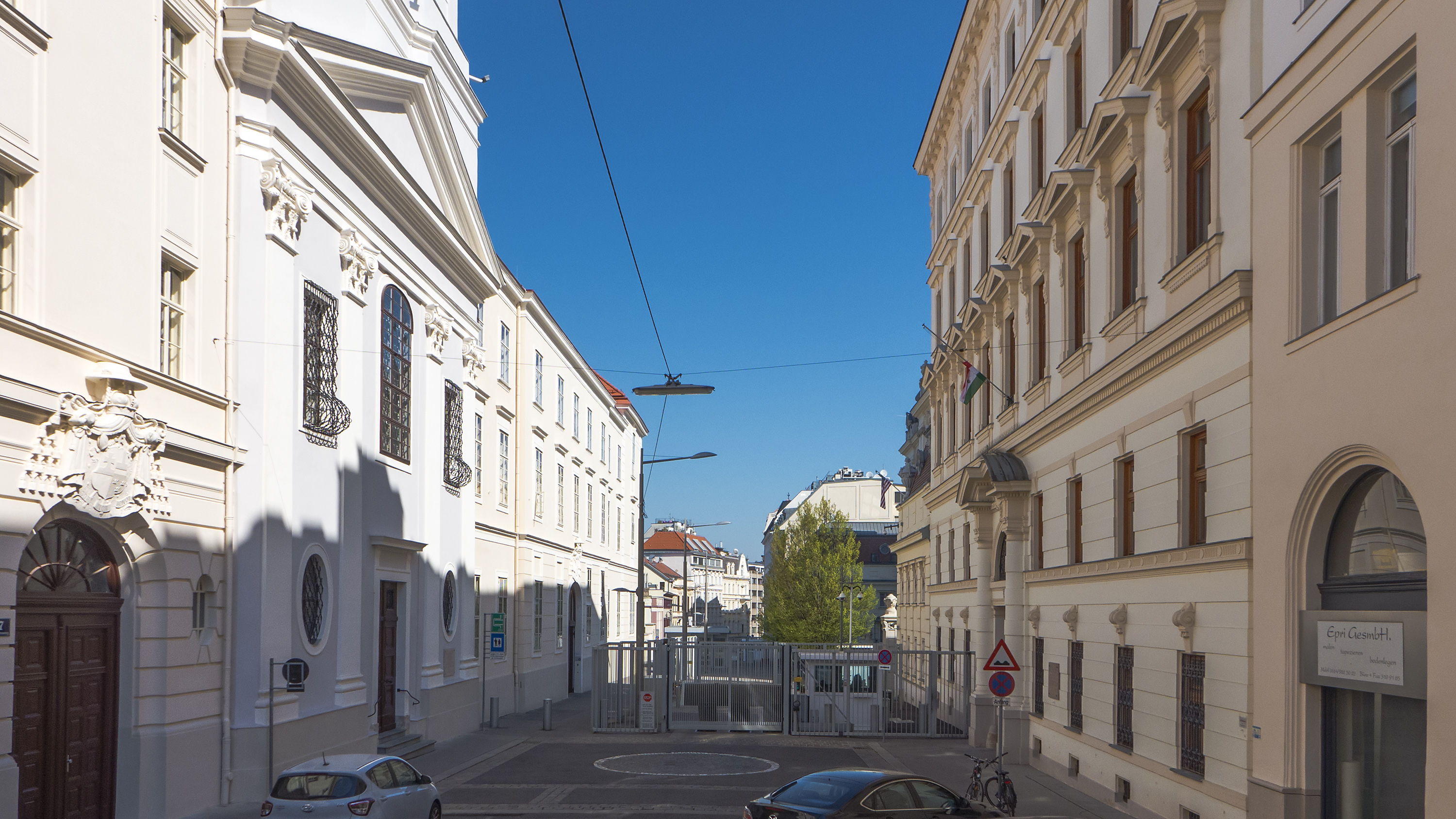
Boltzmanngasse, Kirche Santa Maria de Mercede (links), Botschaft der USA (Mitte)

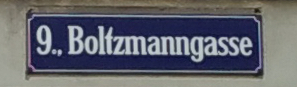

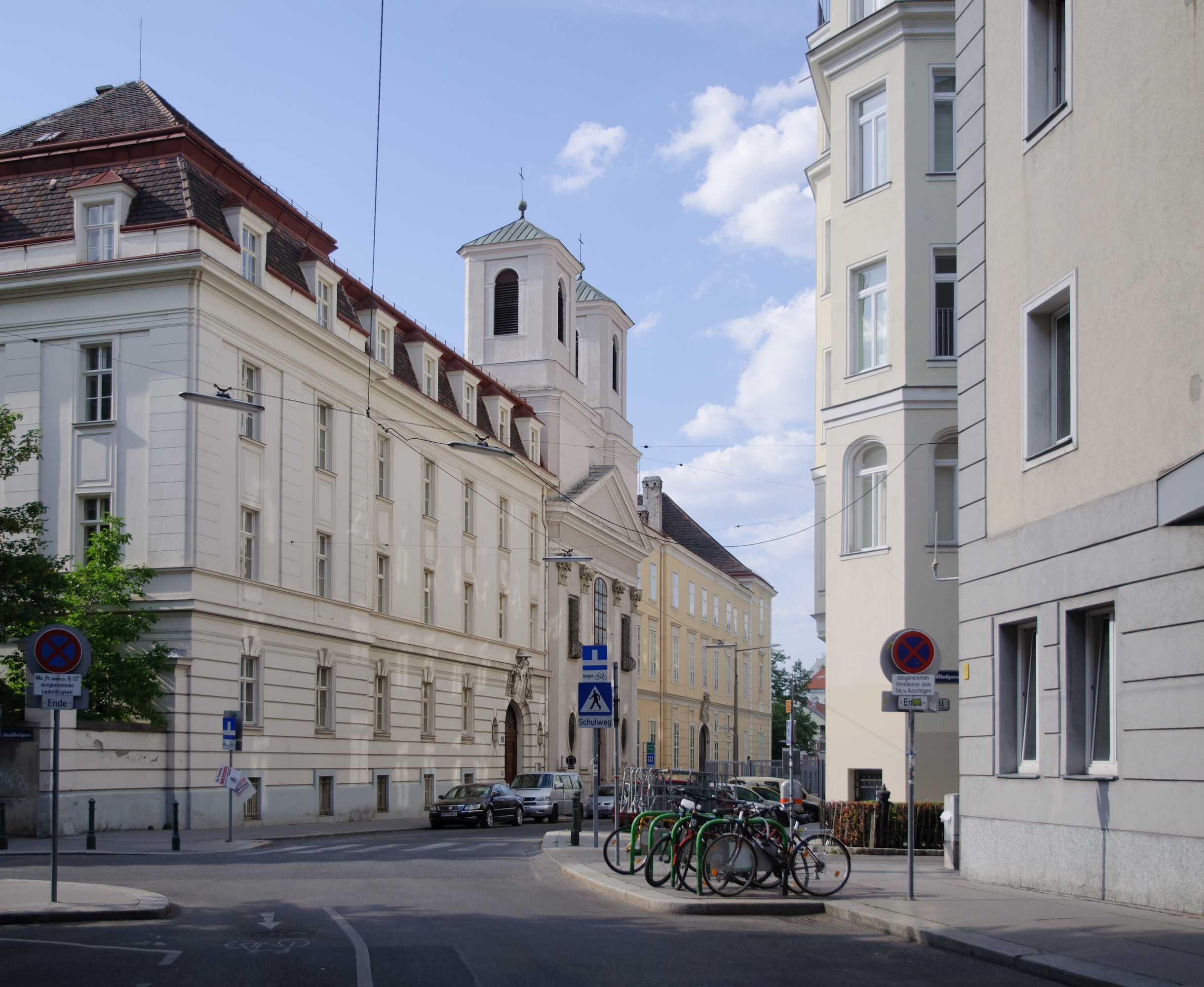
Priesterseminar im ehemaligen Spanischen Spital

Die Boltzmanngasse ist eine Gasse im 9. Wiener Gemeindebezirk Alsergrund. Sie verläuft gekrümmt und abschüssig von der Währinger Straße zur Alserbachstraße, wo sie mit der Liechtensteinstraße zusammentrifft.

## Geschichte

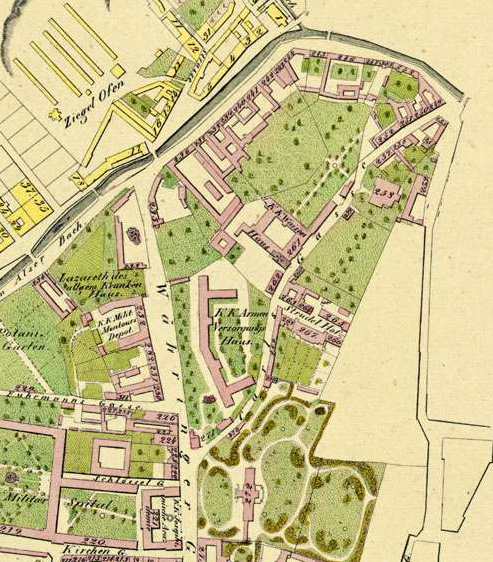
Die Carls-Gasse, heute Boltzmanngasse, auf dem Plan der Alservorstadt von Carl Graf Vasquez (um 1830).

Der bis ins 18. Jahrhundert weitgehend unverbaute Grund, auf dem sich heute die Boltzmanngasse befindet, wurde „Schottenpoint“ genannt. An der Einmündung in die Währinger Straße befanden sich seit 1690 die Dietrichsteinschen Gärten und gegenüber das „Bäckenhäusel“, das seit Mitte des 17. Jahrhunderts als Kranken- und Rekonvaleszentenhaus diente. Kaiser Karl VI. ließ 1717 das Spanische Spital erbauen. Die heutige Boltzmanngasse war als Spitalberggasse oder „Am Spanischen Spital“ bekannt, nach 1820 überwiegend als Karlsgasse, nach Kaiser Karl VI. Das Spanische Spital wurde nach der Eröffnung des Allgemeinen Krankenhauses durch Kaiser Joseph II. nicht mehr benötigt und zu einem Waisenhaus umgewidmet, nach dem die Gasse als „Waisenhausgasse“ benannt wurde. Bis zur Eingemeindung der Vorstädte Wiens im Jahr 1850 gehörte die Gasse zur Gemeinde Alservorstadt. Das Bäckenhäusel wurde 1868 aufgelassen und das Gebäude von der Tabak-Regie übernommen und 1907 abgerissen. Zwischen 1908 und 1915 wurden an seiner Stelle die Chemischen und Physikalischen Institute der Universität Wien errichtet, und im Jahr 1913 wurde die Gasse nach Ludwig Boltzmann benannt.

## Verlauf
Die Boltzmanngasse wird von einer einzigen Querstraße, der Strudlhofgasse, gekreuzt. Die Bebauung ist gemischt: vom 18. bis zum 21. Jahrhundert sind unterschiedliche Formen und Stile vertreten; es überwiegen jedoch historistische Bauten aus der 2. Hälfte des 19. Jahrhunderts.

### Nr. 1, 3 und 5: Chemische und Physikalische Institute

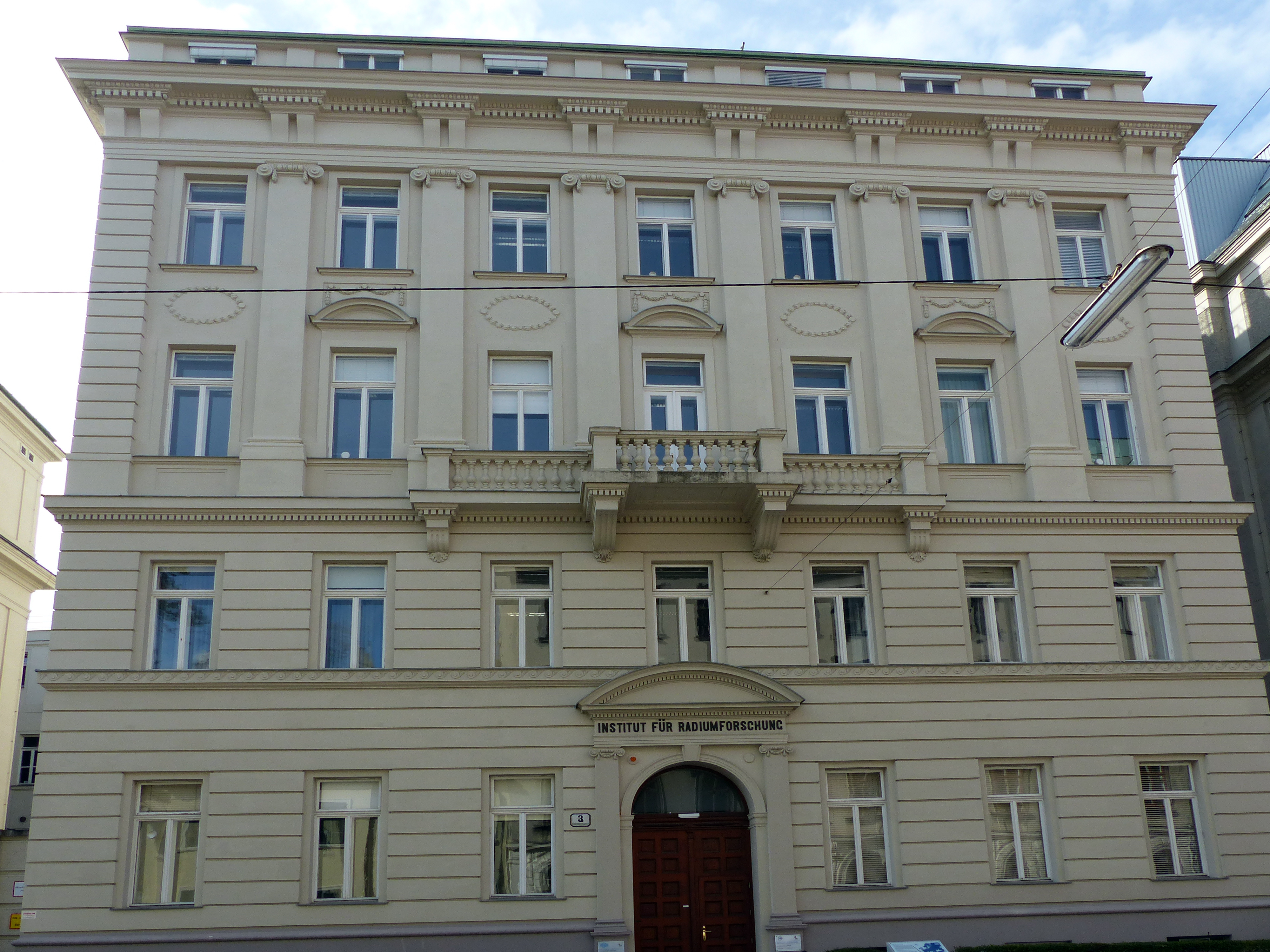
Boltzmanngasse 3: ehemaliges Institut für Radiumforschung

Der mächtige Komplex der Chemischen und Physikalischen Institute umfasst den gesamten Häuserblock zwischen Boltzmanngasse, Währinger Straße und Strudlhofgasse. Das Gebäude wurde vom k.k. Ministerium für öffentliche Arbeiten errichtet. Die Fassaden sind durch sparsamen Dekor im Neoempire-Stil gegliedert. Auf dem dreieckigen Vorplatz (seit 2017 Ehrenhaft-Steindler-Platz) vor dem Haupteingang zum ehemaligen II. Chemischen Institut (heute Institute für Organische, Analytische, Biologische und Lebensmittelchemie sowie Chemische Katalyse) befindet sich ein Denkmal für Carl Auer von Welsbach. In der Boltzmanngasse 3 befand sich das von Stefan Meyer gegründete Institut für Radiumforschung. Heute befinden sich dort Einrichtungen der Österreichischen Akademie der Wissenschaften, das Institut für Quantenoptik und Quanteninformation und das Stefan-Meyer-Institut für Subatomare Physik.

### Nr. 2 und 4: Vorstadthäuser
Gegenüber den Universitätsinstituten befinden sich zwei Vorstadthäuser aus dem späten 18. bzw. frühen 19. Jahrhundert, die an die Gärten des Palais Clam-Gallas (ehemals Dietrichstein) angrenzen.

### Nr. 7 und 9: Spanisches Spital und Kirche Santa Maria de Mercede

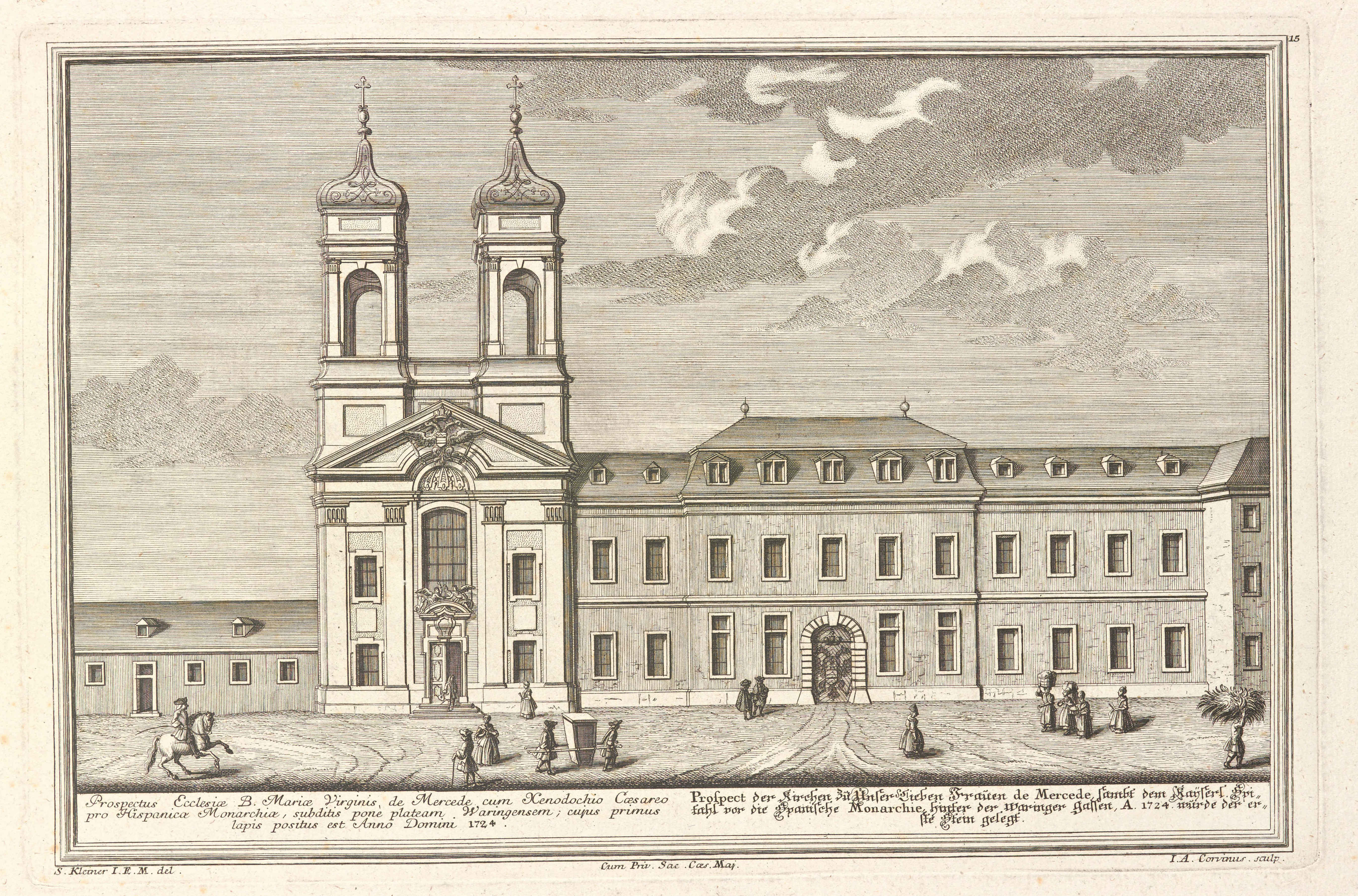
Das Spanische Spital und die Kirche Santa Maria de Mercede, Stich von Salomon Kleiner, ca. 1735

Das ehemalige Spanische Spital beherbergt heute das Priesterseminar und das Erwin-Schrödinger-Institut für Mathematische Physik.

### Nr. 16 Ehemalige Konsularakademie
Die k.k. Konsularakademie ging aus der von Maria Theresia gegründeten Orientalischen Akademie hervor. Das 1903/04 von Ludwig Baumann in Formen des maria-theresianischen Barocks errichtete Palais wurde 1904 von der Konsularakademie bezogen, die vorher im Theresianum untergebracht war. Nach dem „Anschluss“ 1938 wurde die Konsularakademie geschlossen. Nach dem Zweiten Weltkrieg wurde das Gebäude an die amerikanische Besatzungsmacht übergeben, seit 1947 befindet sich dort die Botschaft der Vereinigten Staaten von Amerika.
Aus Sicherheitsgründen ist die Boltzmanngasse vor der Botschaft seit 1998 für den Fahrzeugverkehr gesperrt. Sie ist daher nicht durchgehend befahrbar, sie ist jedoch für den Fußgänger- und Fahrradverkehr offen.